# Drew Greenberg
Drew Z. Greenberg (* 8. Juni in Manhattan, New York City, New York) ist ein US-amerikanischer Filmproduzent und Drehbuchautor.

## Leben
Der US-Amerikaner Drew Greenberg wurde durch sein Mitwirken an bekannten Fernsehserien wie Buffy – Im Bann der Dämonen, Smallville, O.C., California und vor allem bei Dexter bekannt. Im Jahr 2008 folgte eine Nominierung für den Writers Guild of America Award in der Kategorie „Dramatische Serie“ für die erste Staffel von Dexter und 2009 für die dritte Staffel der Fernsehserie. Zu seinen Aufgabenbereichen zählen das Produzieren, das Editieren und das Verfassen von Episoden in Fernsehserien.

## Filmografie (Auswahl)
Produzent
- 1999: All New 3's a Crowd
- 2004–2005: O.C., California
- 2005: Inconceivable (2005)
- 2008: Dexter
- 2009: Warehouse 13

Storyeditor
- 2002–2003: Buffy – Im Bann der Dämonen
- 2003–2004: Smallville

Drehbuchautor
- Queer as Folk (2001)
- Firefly – Der Aufbruch der Serenity (2002)
- Buffy – Im Bann der Dämonen (2002–2003)
- Smallville (2003–2004)
- O.C., California (2005)
- Inconceivable (2005)
- Dexter (2006)
- Star Wars: The Clone Wars (2009)
- Warehouse 13 (2009)